# 极黑弓背蚁

极黑弓背蚁的人工养殖群落（由红尘旧梦拍摄）

极黑弓背蚁（学名：Camponotus aterrimus）是弓背蚁属之下弓背蚁亚属的一个大型弓背蚁，因其极黑的外表而得此名。
该物种的种加名“aterrimus”具有“深黑色”的意思， 故翻译为“极黑弓背蚁”。

## 栖息
2009年，研究者艾贝克（Aibek）和亚曼（Yamane）在蒙古东部的两个殖民地收集到了这个物种；在靠近内蒙古的Numrug地区中，通常可以看到觅食的工蚁。它栖息在600到800米之间的低海拔开阔地带。巢穴建在土壤中，洞穴暴露在外，类似的有日本弓背蚁（Camponotus japonicus）。他们的材料包含一些来自中北部泛区（博克达汗山和Huslai）的该物种的标本。
该物种只分布于亚洲，主要包括了蒙古、巴基斯坦、俄罗斯、中国和哈萨克斯坦。 模式产地为俄罗斯。

## 鉴定
极黑弓背蚁可以通过以下特性与广布弓背蚁（作包括薩哈林弓背蚁）和岩梄弓背蚁进行区分：
1. 在最小的工蚁中，Alitrunk的背侧轮廓呈拱形
2. 前足有立毛，延伸至后脸
3. 即使在较大的工蚁中，颚的基部也没有条纹
4. 唇基通常有生长出来的短片

在来自俄罗斯的极黑弓背蚁蚁后标本中，唇基的前部有短片，类似日本弓背蚁的蚁后一样；前两种弓背蚁与广布弓背蚁和岩梄弓背蚁的区别在于以下特征：
1. 腹节具有更密集和更长的短柔毛
2. 被压迫的毛发长度小于或等于它们之间的距离
3. 头部前盘、颚和足部呈淡红色

在雄蚁中，日本弓背蚁、极黑弓背蚁与广布弓背蚁、岩梄弓背蚁可以通过以下特征分开：
1. 从背面看，结节的上缘几乎是直的，背外侧为圆形的结节，但结节在后背侧微弱地生于中间
2. 在蚁后和雄蚁中，前翅几乎完全透明，仅沿前缘略微灌注

## 分类
艾贝克、亚曼与Kupyanskaya将极黑弓背蚁视为日本弓背蚁的一个亚种。 但菲弗（Pfeiffer）认为该物种是日本弓背蚁的异名。而埃默里（Emery）将极黑弓背蚁视为一个独立种，因为工蚁的腹部短柔毛明显比日本弓背蚁的更短且稀疏。
在其他方面，包括筑巢习性，这两者是不可分割的。由于以前关于亚洲的弓背蚁属论文都没有提到日本弓背蚁和极黑弓背蚁的重要识别特征（上面提到的几项），因此应该重新检查以前来自蒙古的极黑弓背蚁的记录。因为蚁后和雄性蚁都不符合于蒙古种群的极黑弓背蚁。